# Open Handset Alliance
Open Handset Alliance (OHA) är en sammanslutning av 84 företag för att utveckla en öppen standard för mobila enheter.
Bland deltagarna märks Google, Dell, Intel, Motorola, Texas Instruments, Samsung och Nvidia.

## Bakgrund
OHA bildades 5 november 2007 av 34 företag under ledning av Google.

## Produkter
Android, som är ett operativsystem och mjukvaruplattform för mobiltelefoner. Systemet använder Linux som kärna. Den första kommersiella mobilen med Android är T-Mobile G 1, tillverkad av HTC Corporation.